# Lipniki (powiat ostrołęcki)

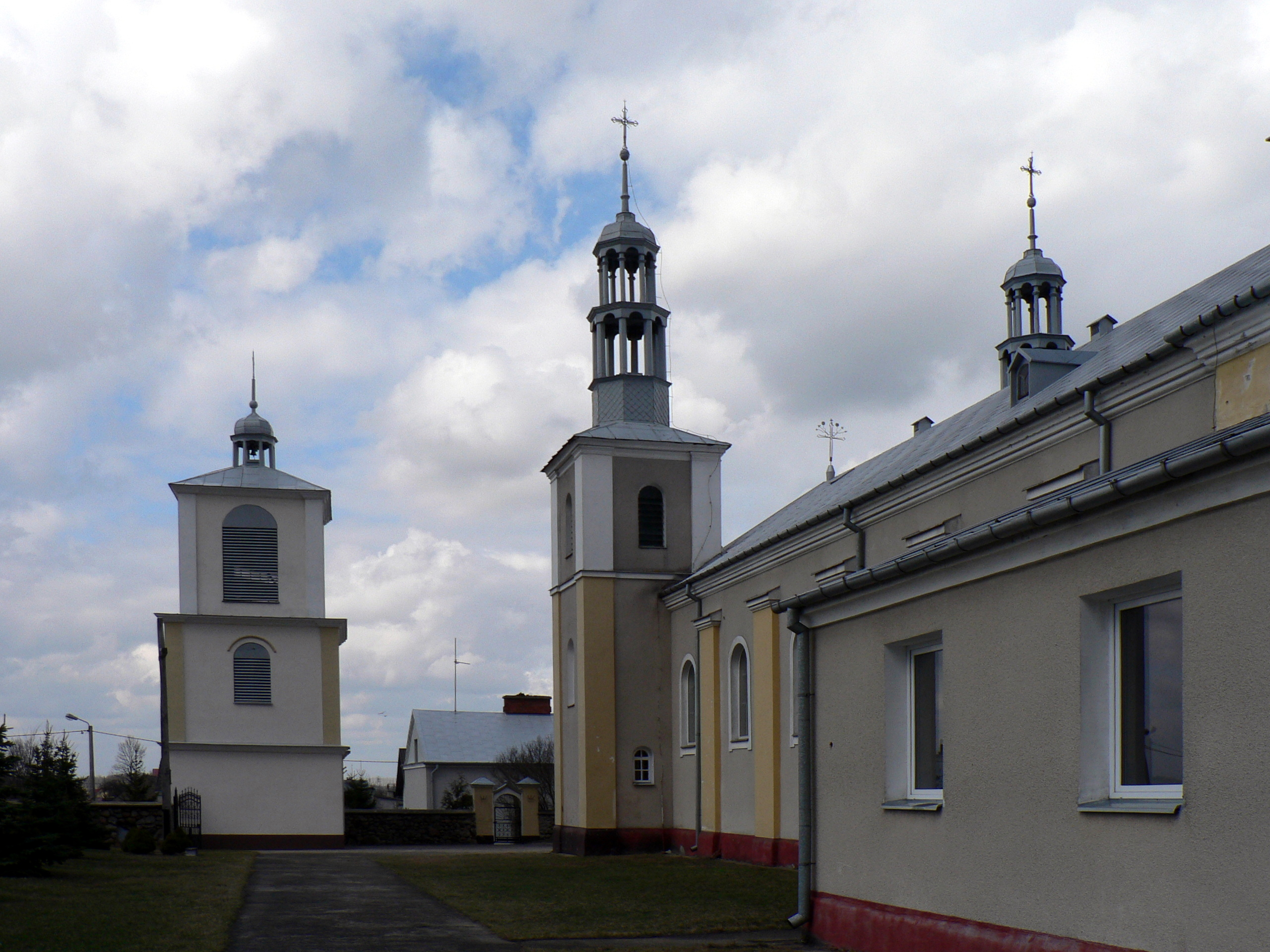
Kościół pw. Najświętszego Serca Jezusowego

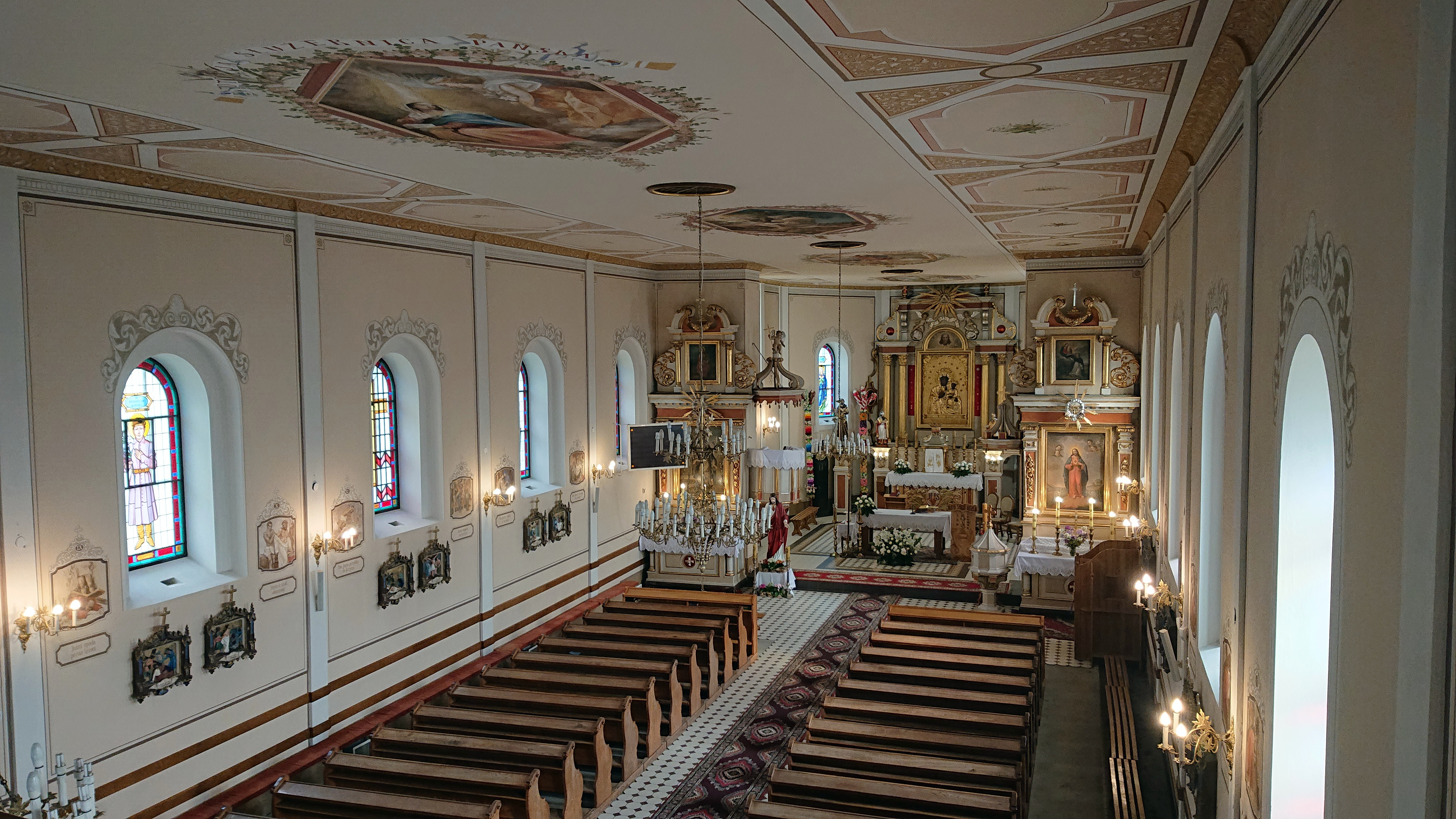
Wnętrze kościoła

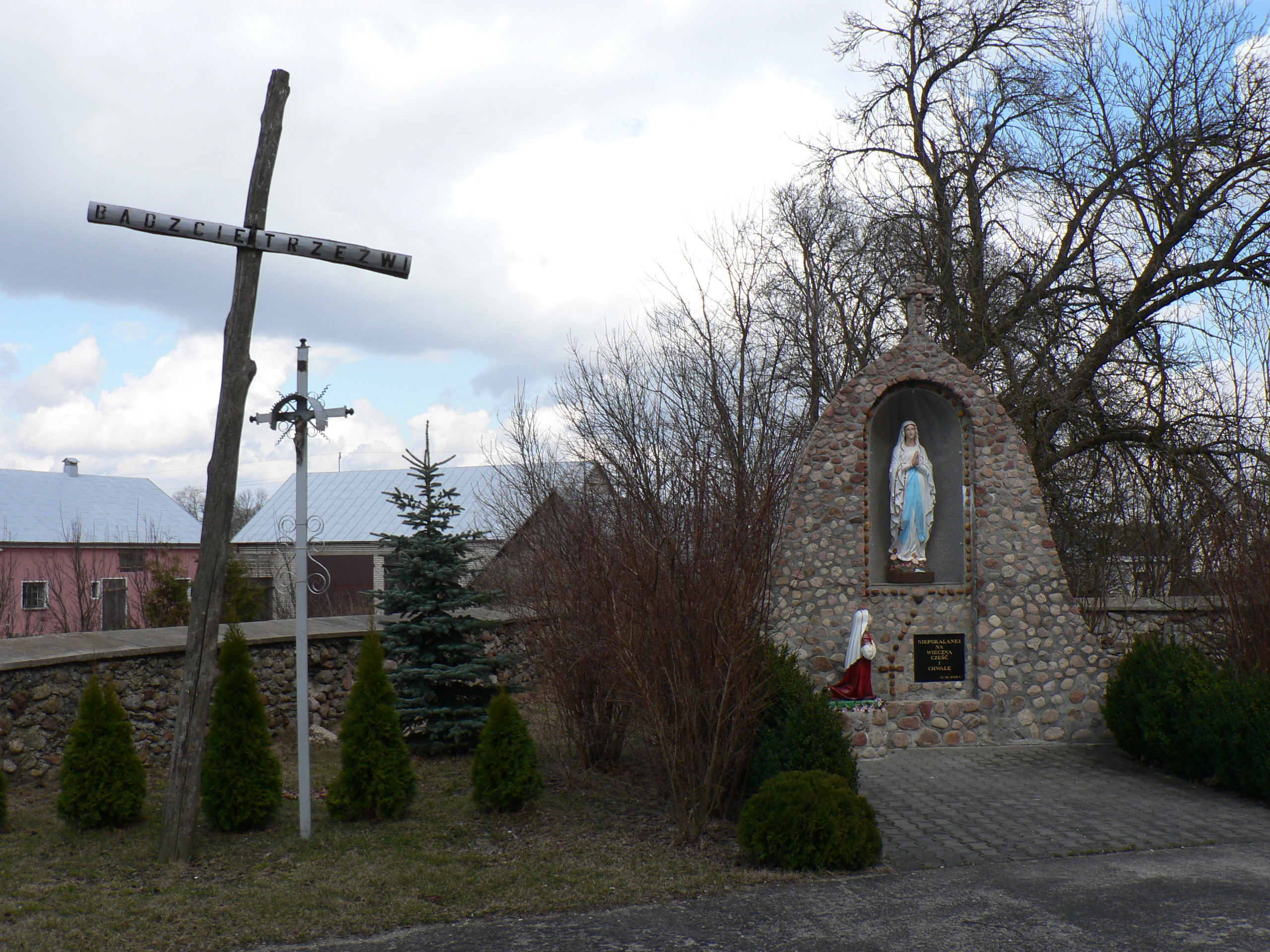
Otoczenie kościoła

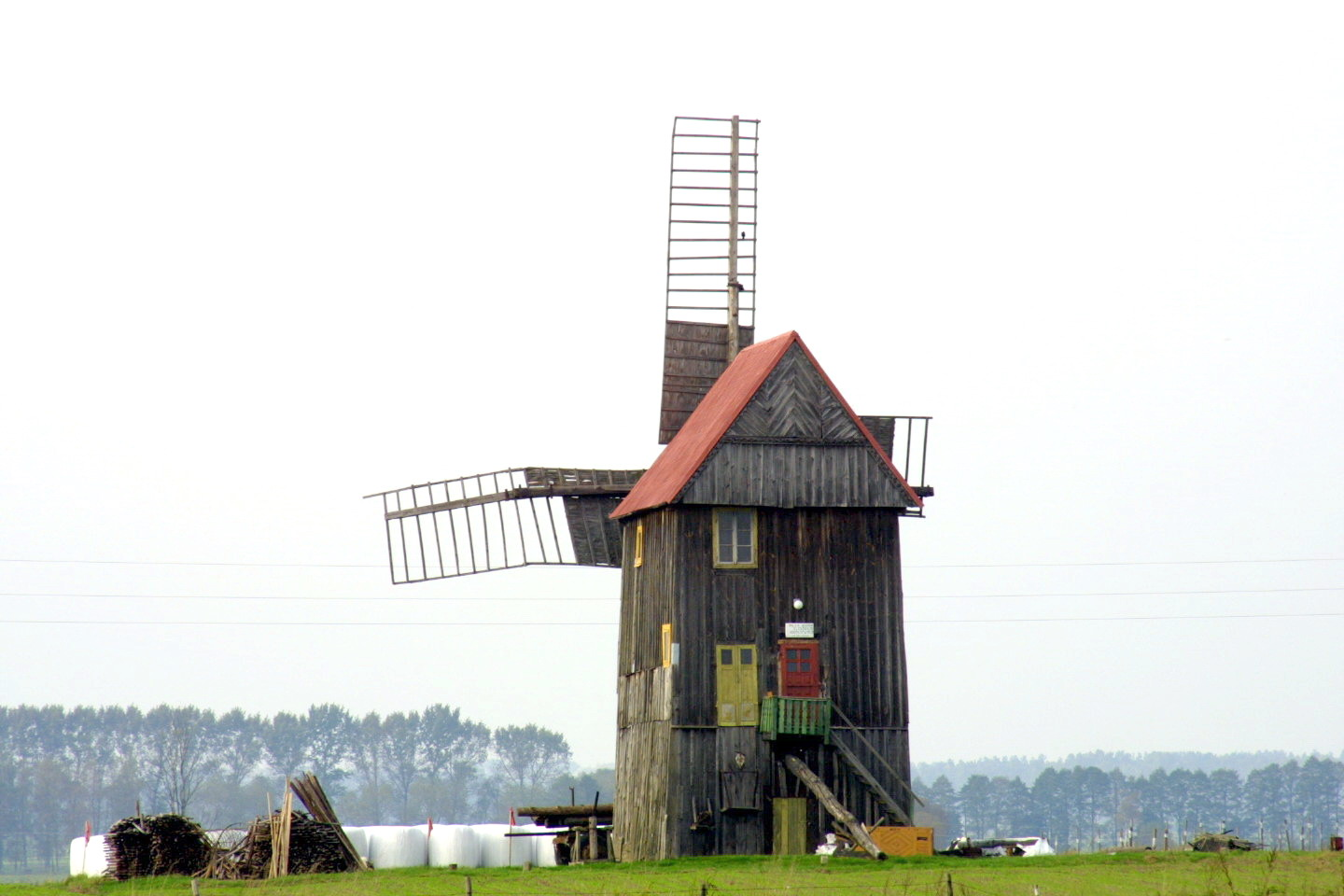
Wiatrak z 1870 roku

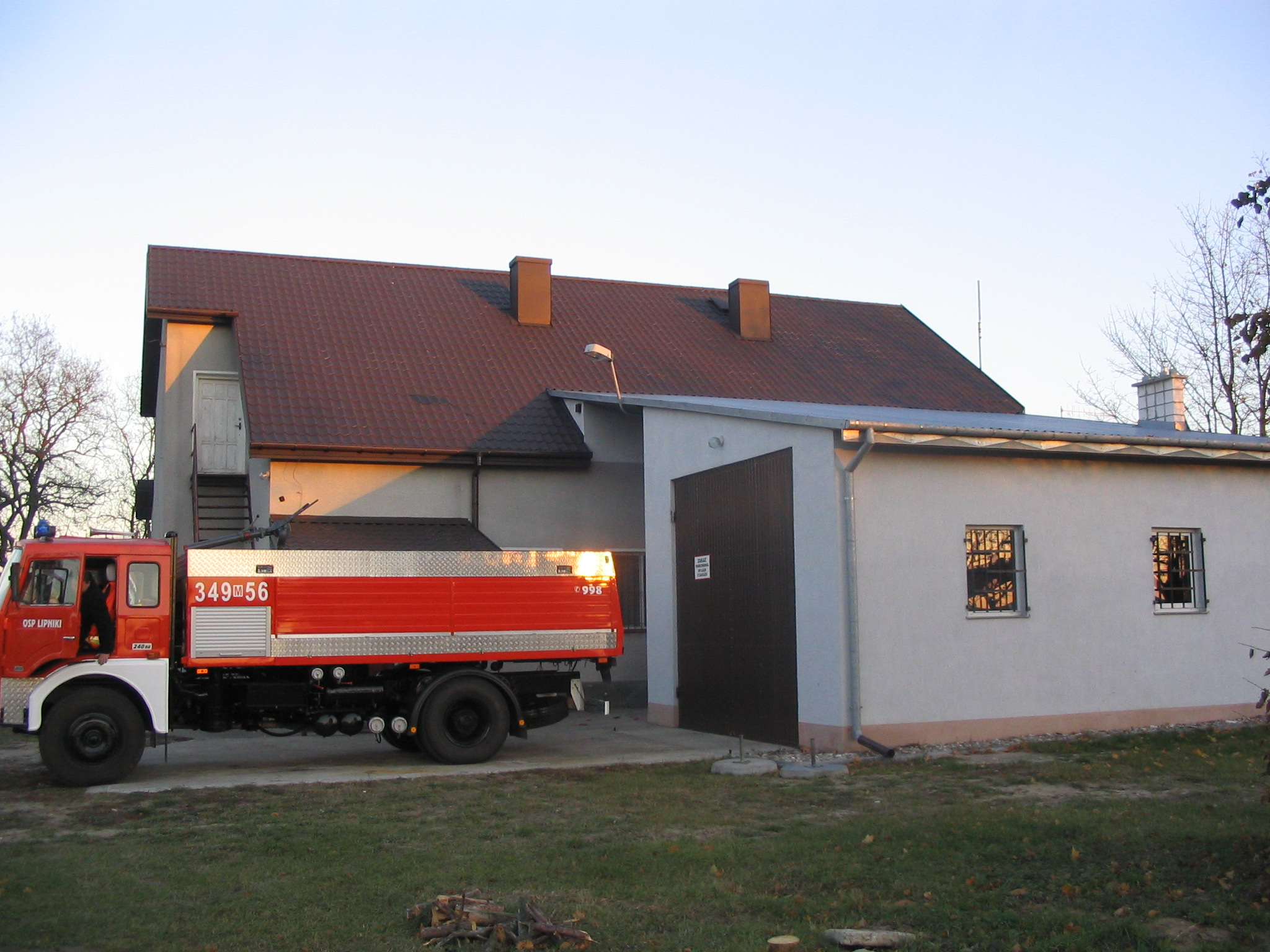
Remiza OSP

Lipniki (kurp. Lypńϊky) – wieś sołecka w Polsce położona w województwie mazowieckim, w powiecie ostrołęckim, w gminie Łyse.
W latach 1954–1972 wieś należała i była siedzibą władz gromady Lipniki. W latach 1975–1998 wieś należała administracyjnie do województwa ostrołęckiego.

## Położenie
Miejscowość położona jest wśród krajobrazów Puszczy Kurpiowskiej w obszarze centralnym zwanym Puszczą Zieloną, w środkowej części Równiny Kurpiowskiej. Od zachodniej strony przepływa Szkwa, od wschodniej Kanał Kaczor. W Lipnikach wypływa strumyk zdrojowy Ryk. 
| SIMC    | Nazwa      | Rodzaj    |
| ------- | ---------- | --------- |
| 0513544 | Brzeźniaki | część wsi |
| 0513550 | Długi Kąt  | część wsi |
| 0513567 | Do Budki   | część wsi |
| 1056936 | Dumienik   | część wsi |
| 1056965 | Glutówka   | część wsi |
| 0513573 | Kłodziny   | część wsi |
| 0513580 | Lasek      | część wsi |
| 0513596 | Malarz     | część wsi |
| 1057002 | Nadlesie   | część wsi |
| 1057025 | Pieczysko  | część wsi |
| 0513604 | Podladzie  | część wsi |
| 0513610 | Podwłoczek | część wsi |
| 0513633 | Popielna   | część wsi |
| 1057060 | Przymiarki | część wsi |
| 1057090 | Siedziane  | część wsi |
| 0513640 | Struga     | część wsi |
| 1057189 | Zabagnie   | część wsi |

## Środowisko naturalne
Znajdują tu się duże zasoby gliny, kamienia, żwiru (eksploatowane w żwirowni), piasków silikatowych, torfu i bursztynu, a także białe glinki.

## Historia

### Legenda
Według miejscowych podań założycielem wsi był Wiśniewski, uciekinier z Piotrkowa Trybunalskiego, podobno szlachcic. Uciekł przed wyrokiem sądu lub plotkami. Do Lipnik przybył w 1663 roku i wraz z kompanami założył tu osadę. 9 lat później udał się do starosty ostrołęckiego i towarzystwa bartnego, by zarejestrować osadę jako wieś Lipniki. Przyjął prawo bartne i włączył wieś do parafii rzymskokatolickiej w Nowogrodzie. Od 1672 roku Lipniki były siedzibą jedynego w okolicy uprzywilejowanego wójtostwa szlacheckiego. Wkrótce zaczęła napływać fala osadników. Już w 1690 roku w Lipnikach działał piec ceramiczny, istniała też kuźnia. Powstał zajazd i dworek bartno-myśliwski na Zielonym Wzgórzu. Panem dworku był Grabski – uciekinier z Kujaw.

### W źródłach historycznych
Pierwsza wzmianka dotycząca Lipnik w zachowanych źródłach historycznych pochodzi z Metryki Koronnej – 16 grudnia 1646 na sejmie walnym w Warszawie król Władysław IV zezwolił Stanisławowi Duczymińskiemu na objęcie dożywocia na starostwie ostrołęckim należącym do jego żony Zofii z Szujskich. W skład starostwa wchodziły m.in. Lipniki oraz sąsiadujący z nią młyn Tartak. W grudniu 1646 za pozwoleniem króla małżonkowie Duczymińscy scedowali wieś na starostę łomżyńskiego Hieronima Radziejowskiego. Kolejnym dokumentem wspominającym Lipniki jest przywilej wydany przez królową Ludwikę Marię w 1661. Lustracja starostwa łomżyńskiego przeprowadzona w listopadzie 1673 podaje, że Lipniki to wieś nowo zasadzona między Borami, zadney powinności ani Robocizny nie odprawuie, dla tego iż zarosli y Chrostow nie ma dobytych, gdyż Poddani tey wsi więcey bawią się Barciami aniżeli Rol uprawowaniem y Zasiewaniem. W lustracji tej wspominany został również przywilej nadany w Warszawie 28 lipca 1672 przez króla Michała, według którego z zapisanych dóbr we wsi Lipniki szlachetny Wojciech i Marcjanna małżonkowie Jurscy należytą Rzpltey usługę oddawać powinien. Lustracje ziemi łomżyńskiej z lat 1736 i 1758 wśród dóbr łomżyńskich podają Lipniki zapisane jako wójtostwo. W 1738 roku, w trakcie powstania Kurpiów, wójt lipnicki Wawrzyniec Jurski na zlecenie Józefa Mniszcha podejmował próby negocjacji z powstańcami, co doprowadziło do jego wypędzenia. W procesie przywódców powstania występował później w roli oskarżyciela. W 1740 wieś została włączona do parafii w Kadzidle. W 1755 roku wizytował ją biskup Józef Eustachy Szembek, który poświęcił miejscowy cmentarz i zezwolił na budowę kościoła, jednak dopiero po 1775 wybudowana została drewniana kaplica.
W 1800 wójtostwo lipnickie należało do rodziny Kierznowskich. W 1808 podjęte zostały kolejne starania o utworzenie w Lipnikach odrębnej parafii, co doszło do skutku dopiero w maju 1838. Do nowej parafii pw. Najświętszego Serca Jezusowego włączono Lipniki i 8 okolicznych wiosek. Budowę murowanej świątyni pw. Najświętszego Serca Jezusowego rozpoczęto w 1841 roku, a zakończono trzy lata później. W 1845 roku przystąpiono do powiększenia budowli. Ostateczne zakończenie budowy nastąpiło w 1889 roku.
W 1795 roku nastąpił III rozbiór Rzeczypospolitej. W tej sytuacji Lipniki znalazły się w zaborze pruskim, a potem w granicach Carstwa Rosyjskiego. Później znalazły się w granicach Księstwa Warszawskiego i Królestwa Polskiego (Kongresowego). W 1827 w 133 domostwach mieszkało 828 osób. Kurpie walczyli w powstaniach – listopadowym i styczniowym. Wielu ludzi wyemigrowało z Lipnik i dziś można znaleźć, np. w USA i Niemczech ludzi, którzy wiedzą, że ich przodkowie mieszkali właśnie w Lipnikach.
W I poł. XIX wieku w Lipnikach istniała szkoła elementarna, co pośrednio wynika z ksiąg parafialnych: zapis z 27 lutego 1844 roku o śmierci w wieku 23 lat nauczyciela lipnickiej szkoły – Antoniego Madrakowskiego. Późniejsze zapisy o innych nauczycielach to: Andrzej Dąbrowski zm. 1852 r., Kazimierz Kurpiewski zm. 1865 r. Analiza ksiąg parafialnych wskazuje, że większość mieszkańców Lipnik potrafiła się podpisać.
Wiadomo też, że przed 1865 rokiem utworzono szkoły rządowe w Myszyńcu, Kadzidle i właśnie w Lipnikach - pierwsze trzy na Kurpiowszczyźnie.
Pod koniec XIX wieku w Lipnikach w 164 domostwach mieszkało 994 osób. Miejscowość leżała na terenie powiatu kolneńskiego.
W tamtych czasach na terenie Lipnik oprócz Polaków mieszkała znaczna liczba Żydów, Niemców, a także Litwinów, Rusinów i Rosjan.
15 maja 1905 roku w Warszawie podpisano statut Polskiej Macierzy Szkolnej. W okręgu ostrołęckim PMS zawiązała się w dniu 1 maja 1907 r. i obejmowała powiat ostrołęcki oraz część makowskiego i kolneńskiego. Z 12 kół w tym okręgu trzy były zorganizowane w regionie kurpiowskim: w Myszyńcu, Czarni i Lipnikach.
W 1914 roku wybuchła I wojna światowa. Przez Lipniki przez krótki okres przebiegał front i toczyły się działania wojenne. 11 listopada 1918 Polska odzyskała niepodległość, a Lipniki zaraz po jej odzyskaniu znalazły się w granicach II Rzeczypospolitej.
Od okresu międzywojennego do dziś (nie licząc wojny) Lipniki rozwijają się. W II RP właśnie nastąpił dynamiczny rozwój, kontynuowany w PRL. W 1921 było tu 209 budynków mieszkalnych. Według Powszechnego Spisu Ludności z 1921 roku zamieszkiwało tu 1170 osób, 1144 było wyznania rzymskokatolickiego, 2 greckokatolickiego a 24 mojżeszowego. Jednocześnie 1166 mieszkańców zadeklarowało polską przynależność narodową, 2 żydowską a 2 rusińską. W Lipnikach powstały dwa sklepy spożywcze i piekarnia.
Kolejne informacje o istnieniu szkoły pochodzą z lat 1925–1931, czyli już w odrodzonej Polsce. Kierownikiem szkoły był Jan Lech. 
W wyniku agresji Niemiec we wrześniu 1939, miejscowość została przyłączona do III Rzeszy i znalazła się w strukturach Landkreis Scharfenwiese (ostrołęcki) w rejencji ciechanowskiej (Regierungsbezirk Zichenau) Prus Wschodnich. W kampanii wrześniowej zginęło pięciu mieszkańców wsi. Po wybuchu II wojny światowej w 1939 ludność zaczęła opuszczać Lipniki. Wszyscy Żydzi lipniccy porzucali swoje posiadłości i uciekali przed wojskami niemieckimi. Praktycznie wszyscy „cudzoziemcy lipniccy” opuścili Lipniki, z wyjątkiem niektórych Niemców i Rosjan. Utworzono lokalną komórkę Armii Krajowej. Pomagali ludności cywilnej, szykowali pułapki i zasadzki. W czasie II wojny światowej działalność szkoły została zawieszona. 
Po zakończeniu wojny w 1945 roku w okolicy działali żołnierze wyklęci. 
Po wojnie powstał sklep monopolowy i wielobranżowy, restauracja, dwie rzeźnio-masarnie, ubojnia, bank spółdzielczy „Kasa Stefczyka”. Nowym kierownikiem szkoły został Antoni Maruszko. Przyczynił się on do budowy szkoły-pomnika Tysiąclecia. Pierwszym dyrektorem został Józef Puławski (w tej roli 1961-1966), po nim Andrzej Krzyżewski (w latach 1966-1998), a następnie Danuta Kiernozek (1998 do przynajmniej 2003). Obecnie dyrektorem jest Joanna Kurowska. 
W 1954 ustanowiono gromadę Lipniki. W latach 60. założono kółko rolnicze, wybudowano Spółdzielcze Pawilony Handlowe i remizę strażacką (straż pożarna istniała od 1949 roku). W tym czasie istniał też Klub Książki i Prasy oraz Gromadzka Rada Narodowa. Rozwijała się kultura i sztuka – tkactwo, rzeźbiarstwo, robiono wycinanki. Sprzedawano po całej Polsce firanki i maty. Wielu ludzi w okresie PRL wyjeżdżało do Stanów Zjednoczonych. Lipniki zaczęły zmieniać swój wygląd. Budowano domy murowane zamiast drewnianych.

### Nazwa
Prawidłową formą dopełniacza jest „Lipnik”. Forma „Lipników” jest nieprawidłowa.

## Demografia
Liczba ludności na przestrzeni lat:
- w 1827 – 828 mieszkańców[21]
- przed 1884 – 994 mieszkańców[21]
- w 1921 – 1170 mieszkańców[22]
- w 2018 – 1115[24]
- w 2021 – 1004[25]

## Gospodarka
W latach 60. XX wieku rolnicy zajmowali się szczególnie uprawą konopi i hodowlą trzody chlewnej. Na początku XXI wieku przeważała hodowla bydła i produkcja mleka. Ważną rolę pełniły zajęcia pozarolnicze, w tym rzemiosło ludowe. Rolnictwo ustępuje innym gałęziom: mieszkańcy dojeżdżają też do masarni JBB w Łysych lub zajmują się pracami budowlano-remontowymi.

## Infrastruktura
W miejscowości działa placówka pocztowa i ochotnicza straż pożarna. 

## Transport
Przez miejscowość przebiega lokalna droga z Kadzidła do Łysych. Do 1973 roku działała stacja kolei wąskotorowej.

## Zabytki
Status zabytku uzyskały:
- w rejestrze zabytków:
  - zespół kościoła parafialnego pw. Najświętszego Serca Jezusowego (kościół murowany 1837–1843 w stylu neobarokowym i dzwonnica murowana z I poł. XIX w.)
  - kaplica cmentarna murowana z II poł. XIX w., brama murowana z XIX w.[26] i krzyże nagrobne żelazne[27]
- w gminnej ewidencji zabytków: domy drewniane i murowane, cmentarz epidemiczny, cmentarze wojenne oraz wiatrak drewniany typu kozłowego z 1870 roku, odbudowany po I wojnie światowej[10][28].

## Kultura
W miejscowości działali rzeźbiarze ludowi: Bolesław Polak i Konstanty Chrostek. 

## Oświata i nauka

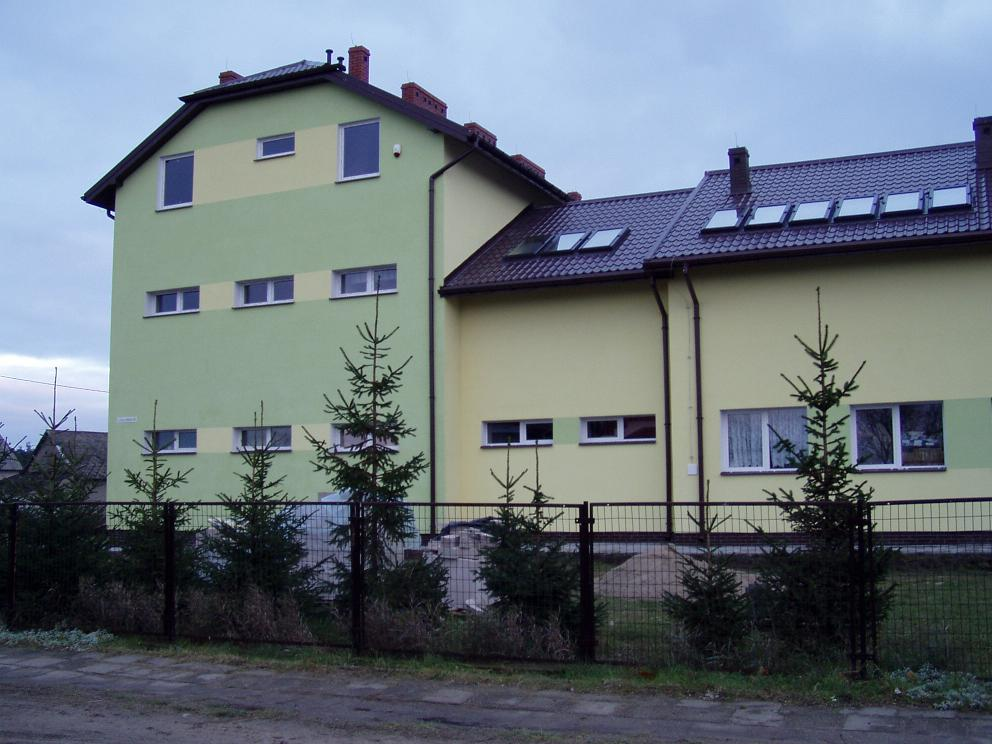
Zespół Szkół w Lipnikach

W miejscowości znajduje się szkoła podstawowa.

## Religia
Lipniki są siedzibą parafii Najświętszego Serca Jezusowego, należącej do dekanatu Kadzidło, w diecezji łomżyńskiej, a kościołem parafialnym jest kościół pw. Najświętszego Serca Jezusowego. 